# Wallhausen (Saxônia-Anhalt)
Wallhausen é um município da Alemanha, situado no distrito de Mansfeld-Südharz, no estado de Saxônia-Anhalt. Tem 35,34 km² de área, e sua população em 2019 foi estimada em 2.466 habitantes.